# Romà Forns
Romà Forns i Saldaña (Barcellona, 9 settembre 1885 – Barcellona, 26 aprile 1942) è stato un allenatore di calcio e calciatore spagnolo, di ruolo attaccante.

## Carriera
Con il Barcellona tra il 1904 e il 1929 vinse due Coppe del Re ed un Campionato spagnolo.